# Europese kampioenschappen zwemmen 1962
De Europese kampioenschappen zwemmen 1962 werden gehouden van 18 tot en met 25 augustus 1962 in Leipzig, Oost-Duitsland. Voor het eerst was de 400 meter wisselslag bij zowel de mannen als de vrouwen een onderdeel op dit EK. Daarnaast werd bij de mannen de discipline 4x100 meter vrije slag toegevoegd en werd de rugslagafstand verdubbeld naar 200 meter.

## Zwemmen

### Mannen
| Afstand:           | Goud:                                                                                         | Tijd    | Zilver:                                                                           | Tijd    | Brons:                                                                                   | Tijd    |
| 100 m vrije slag   | Alain Gottvallès Frankrijk                                                                    | 55,0    | Per-Ola Lindberg Zweden                                                           | 55,5    | Ron Kroon Nederland                                                                      | 55,5    |
| 400 m vrije slag   | Johan Bontekoe Nederland                                                                      | 4.25,6  | Hans Rosendahl Zweden                                                             | 4.25,8  | Frank Wiegand Duitse Democratische Republiek                                             | 4.26,8  |
| 1500 m vrije slag  | József Katona Hongarije                                                                       | 17.49,5 | Miguel Torres Spanje                                                              | 17.55,6 | Richard Champion Verenigd Koninkrijk                                                     | 17.59,8 |
| 200 m rugslag      | Leonid Barbier Sovjet-Unie                                                                    | 2.16,6  | Wolfgang Wagner Duitse Democratische Republiek                                    | 2.17,9  | József Csikány Hongarije                                                                 | 2.18,5  |
| 200 m schoolslag   | Georgi Prokopenko Sovjet-Unie                                                                 | 2.32,8  | Ivan Karetnikov Sovjet-Unie                                                       | 2.33,2  | Rob van Empel Nederland                                                                  | 2.38,1  |
| 200 m vlinderslag  | Valentin Koezmin Sovjet-Unie                                                                  | 2.14,2  | Brian Jenkins Verenigd Koninkrijk                                                 | 2.15,6  | Wolfgang Sieber Duitse Democratische Republiek                                           | 2.18,0  |
| 400 m wisselslag   | Gennadi Androsov Sovjet-Unie                                                                  | 5.01,3  | Jan Jiskoot Nederland                                                             | 5.05,5  | Jürgen Bachmann Duitse Democratische Republiek                                           | 5.05,9  |
| 4x100 m vrije slag | Frankrijk Alain Gottvallès Jean-Pascal Curtillet Robert Christophe Gérard Gropaiz             | 3.43,7  | Verenigd Koninkrijk Bob McGregor John Martin-Dye Peter Kendrew Stanley Clarke     | 3.44,7  | Zweden Bengt-Olof Nordvall Jan Lundin Mats Svensson Per-Ola Lindberg                     | 3.45,0  |
| 4x200 m vrije slag | Zweden Hans Rosendahl Per-Ola Lindberg Mats Svensson Lars-Erik Bengtsson                      | 8.18,4  | Frankrijk Gérard Gropaiz Alain Gottvallès Jean-Pascal Curtillet Robert Christophe | 8.20,4  | Duitse Democratische Republiek Joachim Herbst Martin Klink Frank Wiegand Volker Frischke | 8.24,6  |
| 4x100 m wisselslag | Duitse Democratische Republiek Jürgen Dietze Egon Henninger Horst-Günter Gregor Frank Wiegand | 4.09,0  | Sovjet-Unie Veliko Simar Leonid Kolesnikov Valentin Koezmin Viktor Konopljov      | 4.10,3  | Nederland Jan Weeteling Wieger Mensonides Jan Jiskoot Ron Kroon                          | 4.10,9  |

### Vrouwen
| Afstand:           | Goud:                                                                                 | Tijd   | Zilver:                                                                           | Tijd   | Brons:                                                                                  | Tijd   |
| 100 m vrije slag   | Heidi Pechstein Duitse Democratische Republiek                                        | 1.03,3 | Diana Wilkinson Verenigd Koninkrijk                                               | 1.03,3 | Ineke Tigelaar Nederland                                                                | 1.03,3 |
| 400 m vrije slag   | Adrie Lasterie Nederland                                                              | 4.52,4 | Ineke Tigelaar Nederland                                                          | 4.57,3 | Elisabeth Ljunggren Zweden                                                              | 4.58,1 |
| 100 m rugslag      | Ria van Velsen Nederland                                                              | 1.10,5 | Corrie Winkel Nederland                                                           | 1.10,7 | Veronika Holletz Duitse Democratische Republiek                                         | 1.11,3 |
| 200 m schoolslag   | Anita Lonsbrough Verenigd Koninkrijk                                                  | 2.50,2 | Klenie Bimolt Nederland                                                           | 2.51,2 | Ursula Küper Duitse Democratische Republiek                                             | 2.52,2 |
| 100 m vlinderslag  | Ada Kok Nederland                                                                     | 1.09,0 | Ute Noack Duitse Democratische Republiek                                          | 1.10,0 | Marianne Heemskerk Nederland                                                            | 1.10,3 |
| 400 m wisselslag   | Adrie Lasterie Nederland                                                              | 5.27,8 | Anita Lonsbrough Verenigd Koninkrijk                                              | 5.32,3 | Márta Egerváry Hongarije                                                                | 5.33,3 |
| 4x100 m vrije slag | Nederland Cocky Gastelaars Adrie Lasterie Erica Terpstra Ineke Tigelaar               | 4.15,1 | Verenigd Koninkrijk Linda Amos Adrienne Brenner Jennifer Thompson Diana Wilkinson | 4.16,3 | Hongarije Mária Frank Zsuzsa Kovács Csilla Madarász Katalin Takács                      | 4.17,5 |
| 4x100 m wisselslag | Duitse Democratische Republiek Ingrid Schmidt Barbara Göbel Ute Noack Heidi Pechstein | 4.40,1 | Nederland Ria van Velsen Klenie Bimolt Ada Kok Ineke Tigelaar                     | 4.42,9 | Verenigd Koninkrijk Linda Ludgrove Anita Lonsbrough Mary-Anne Cotterill Diana Wilkinson | 4.46,2 |

## Schoonspringen

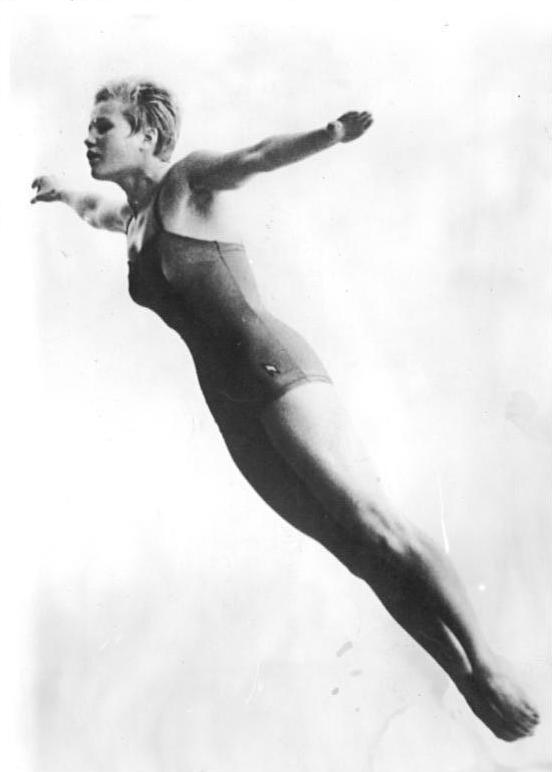
Ingrid Krämer won twee gouden medailles bij het schoonspringen

### Mannen
| Onderdeel: | Goud:                            | Score  | Zilver:                                           | Score  | Brons:                       | Score  |
| 3 m plank  | Kurt Mrkwicka Oostenrijk         | 147,21 | Hans-Dieter Pophal Duitse Democratische Republiek | 145,70 | Boris Poloeljach Sovjet-Unie | 145,20 |
| 10 m toren | Brian Phelps Verenigd Koninkrijk | 150,81 | Rolf Sperling Duitse Democratische Republiek      | 148,24 | Gennadi Galkin Sovjet-Unie   | 143,18 |

### Vrouwen
| Onderdeel: | Goud:                                        | Score  | Zilver:                                          | Score  | Brons:                                         | Score  |
| 3 m plank  | Ingrid Krämer Duitse Democratische Republiek | 153,57 | Christiane Lanzke Duitse Democratische Republiek | 137,78 | Natalja Koeznetsova Sovjet-Unie                | 133,78 |
| 10 m toren | Ingrid Krämer Duitse Democratische Republiek | 107,96 | Ninel Kroetova Sovjet-Unie                       | 95,92  | Gabriele Schöpe Duitse Democratische Republiek | 90,88  |

## Waterpolo
| Onderdeel: | Goud:     | Zilver:                 | Brons: |
| Mannen     | Hongarije | Sovjet-Unie Joegoslavië | geen   |

## Medaillespiegel
| Plaats | Land                           | Goud | Zilver | Brons | Totaal |
| 1      | Nederland                      | 6    | 5      | 5     | 16     |
| 2      | Duitse Democratische Republiek | 5    | 5      | 7     | 17     |
| 3      | Sovjet-Unie                    | 4    | 4      | 3     | 11     |
| 4      | Verenigd Koninkrijk            | 2    | 5      | 2     | 9      |
| 5      | Frankrijk                      | 2    | 1      | 0     | 3      |
| 6      | Hongarije                      | 2    | 0      | 3     | 5      |
| 7      | Zweden                         | 1    | 2      | 2     | 5      |
| 8      | Oostenrijk                     | 1    | 0      | 0     | 1      |
| 9      | Spanje                         | 0    | 1      | 0     | 1      |
| 10     | Joegoslavië                    | 0    | 1      | 0     | 1      |
| Totaal | Totaal                         | 23   | 24     | 22    | 69     |